# FK Drita Bogovinje
FK Drita Bogovinje (Macedonisch: ФК Дрита Боговиње) is een Macedonische voetbalclub uit Bogovinje.

## Geschiedenis
De club promoveerde in 2007 naar de Vtora Liga (tweede klasse) en werd daar zesde van de 17 clubs. In 2012 volgde promotie naar de hoogste divisie, de Prva Liga. Na promotie-degradatiewedstrijden tegen FK Gorno Lisiče degradeerde de club na één seizoen. In 2015 degradeerde de club naar de Treta Liga. Na de kampioentitel in 2019 keerde de club terug naar het tweede niveau en speelt het na een nieuwe promotie opnieuw in de Prva Liga.

### Europees voetbal
- Champions League

2020/21 (voorronde)

## Overzicht
Uitslagen vanuit gezichtspunt FK Drita Bogovinje
| Seizoen | Competitie       | Ronde | Land                | Club      | Totaalscore | 1e W | 2e W | PUC |
| ------- | ---------------- | ----- | ------------------- | --------- | ----------- | ---- | ---- | --- |
| 2020/21 | Champions League | Q     | Vlag van San Marino | Tre Fiore |             | 2-1  |      |     |